# Saint-Alban-du-Rhône
Saint-Alban-du-Rhône is een gemeente in het Franse departement Isère (regio Auvergne-Rhône-Alpes). De plaats maakt deel uit van het arrondissement Vienne. Saint-Alban-du-Rhône telde op 1 januari 2022 960 inwoners.

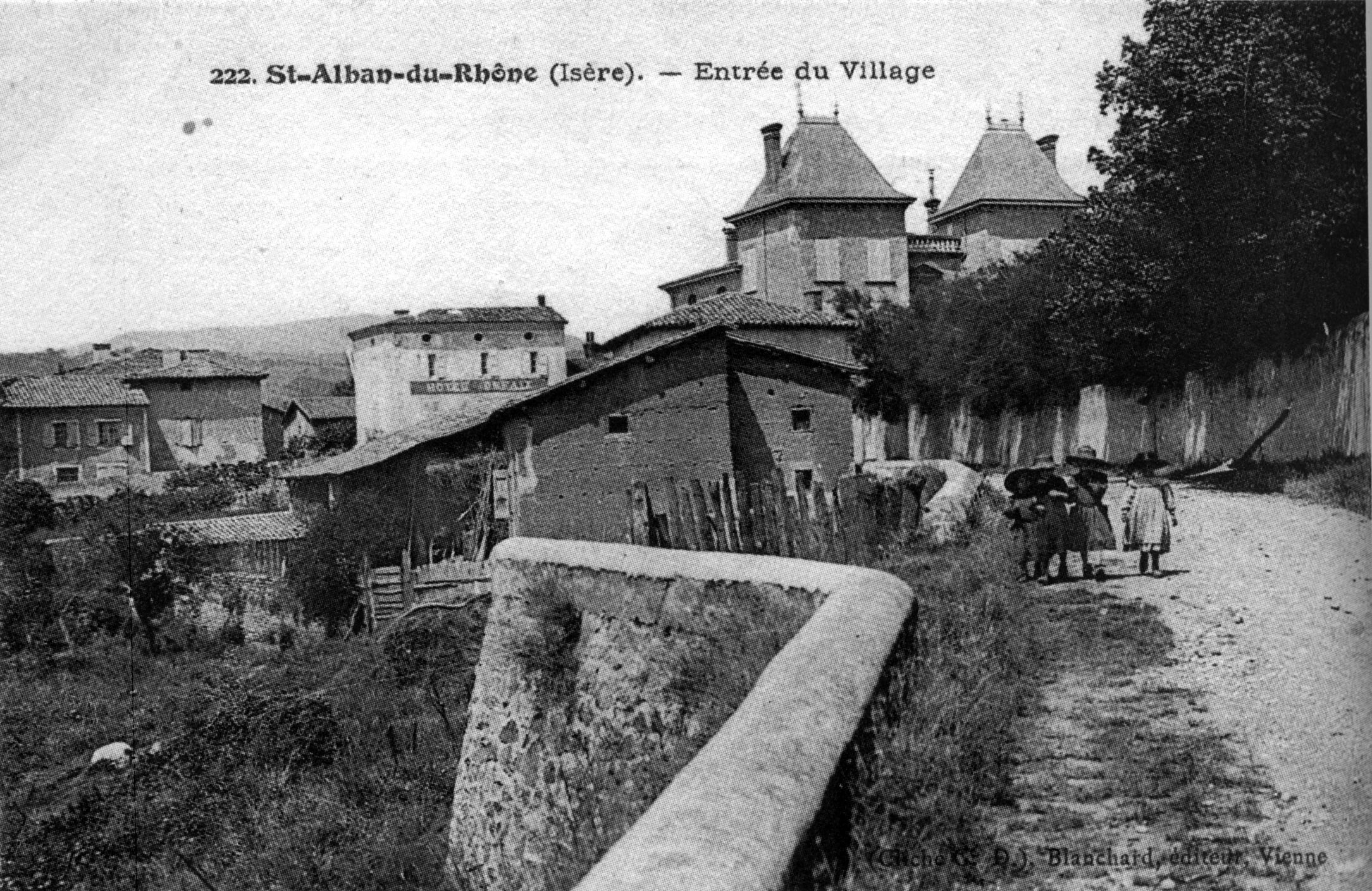
Saint-Alban-du-Rhône in 1910
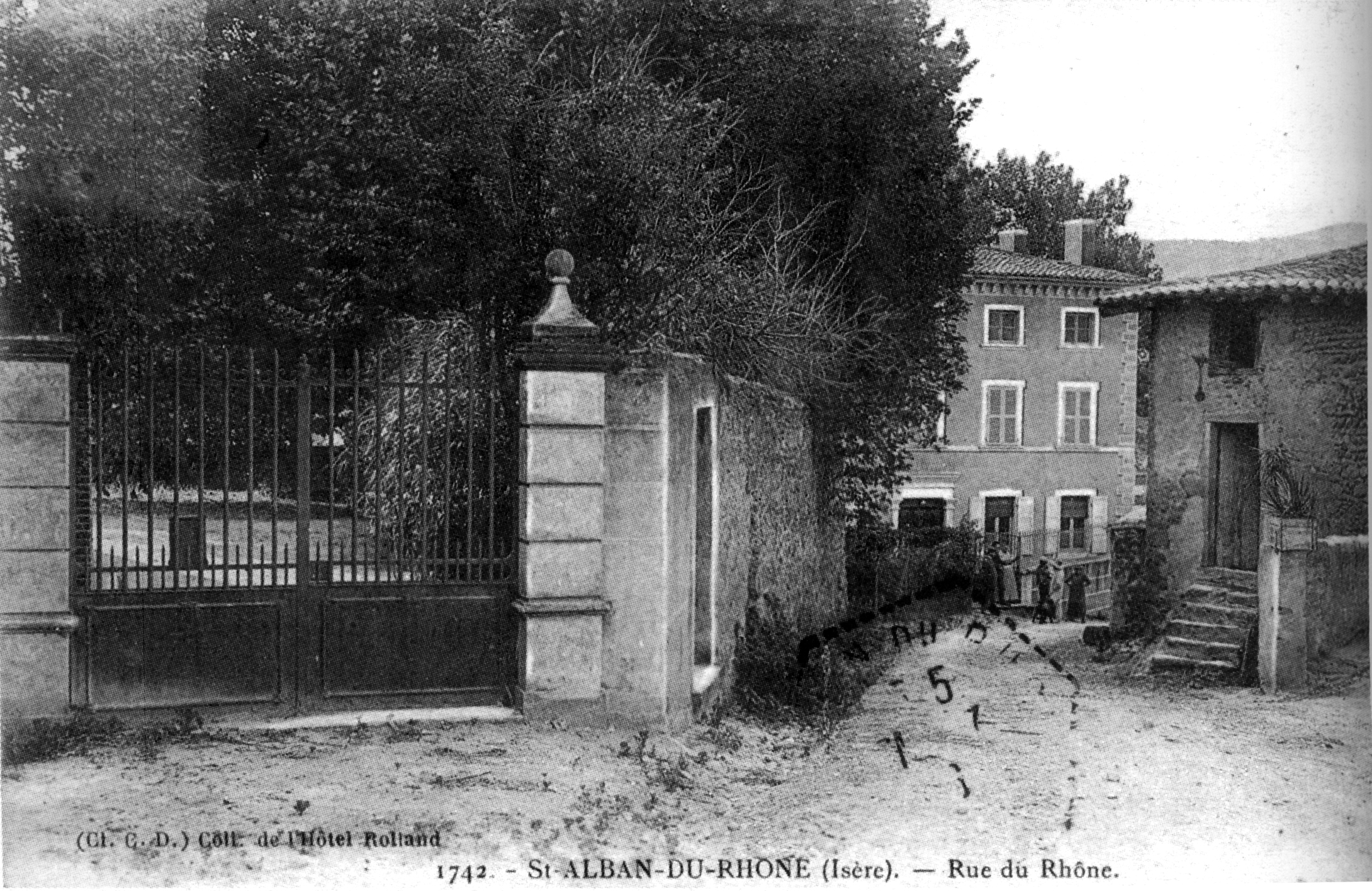
Rue du Rhône in 1925

## Geografie
De oppervlakte van Saint-Alban-du-Rhône bedroeg op 1 januari 2022 3,56 vierkante kilometer; de bevolkingsdichtheid was toen 269,7 inwoners per km².

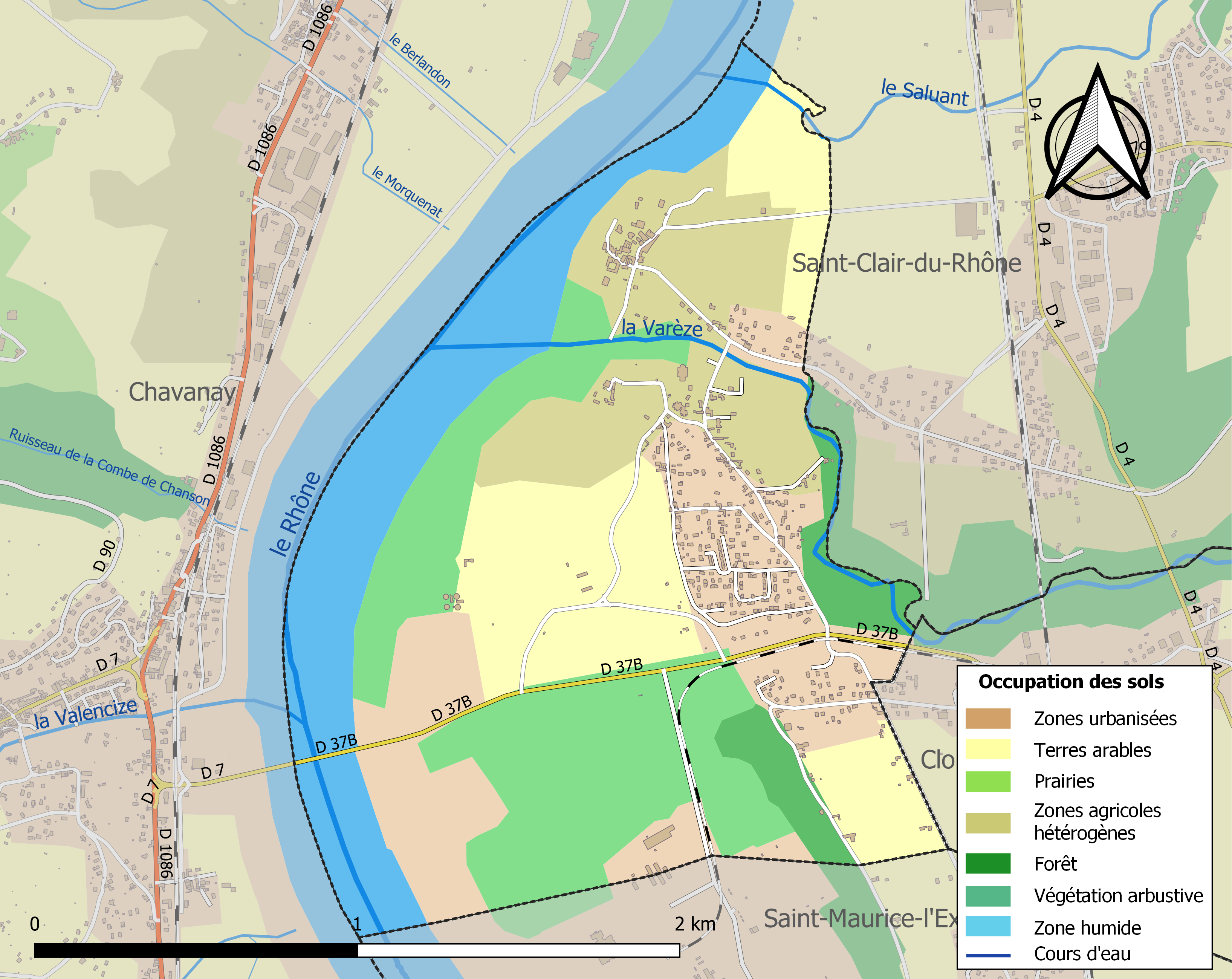
Kaart van de gemeente met de belangrijkste infrastructuur, bodemgebruik en omliggende gemeenten

## Demografie
Onderstaande figuur toont het verloop van het inwonertal (bron: INSEE-tellingen).